# Июль 2015 года

Список событий июля 2015 года.

## События
- 1 июля
  - Греция допустила дефолт[1].
- 2 июля
  - На Филиппинах перевернулся паром со 173 пассажирами. Более 30 человек погибли[2].
- 3 июля
  - Депутаты перенесли выборы в Государственную Думу 2016 года с 4 декабря на 18 сентября 2016 года[3].
  - Ракета-носитель «Союз-У» успешно вывел на орбиту транспортный грузовой космический корабль «Прогресс М-28М»[4].
  - В Кванджу (Южная Корея) открыта XXVIII летняя Универсиада[5].
  - Останки португальского футболиста Эйсебио перезахоронены в Национальном пантеоне Португалии[6].
- 4 июля
  - Сборная Чили по футболу впервые в своей истории выиграла Кубок Америки, одолев в Сантьяго в финале сборную Аргентины и получила право выступать на Кубке конфедерации 2017 года в России[7].
- 5 июля
  - В Японии в возрасте 112 лет умер Сакари Момои, старейший мужчина в мире[8].
- 6 июля
  - Бомбардировщик Су-24М разбился в Хабаровском крае в районе аэропорта Хурба. Оба пилота погибли[9].
  - Штурмовик Су-25 ВВС Ирака случайно сбросил бомбу на жилой квартал Багдада. Погибли 12 человек[10].
  - Президент России Владимир Путин и глава Международного валютного фонда Кристин Лагард обсудили по телефону проблему греческого долга[11].
- 7 июля
  - В небе неподалёку от Чарльстона (США) столкнулись истребитель F-16 и частный самолёт Cessna 150. Пилот истребителя катапультировался, два пилота Cessna погибли[12].
- 8 июля
  - В Уфе (Россия) начал работу VII саммит БРИКС[13] и саммит Шанхайской организации сотрудничества.
- 11 июля
  - Антитеррористический центр Службы Безопасности Украины руководит спецоперацией по локализации группы вооруженных лиц, устроивших перестрелку в Мукачево[14].
- 12 июля
  - Под Омском обрушилась казарма 242-го учебного центра ВДВ. Погибли 23 человека, пострадали 19 человек[15].
- 14 июля
  - В Хабаровском крае разбился бомбардировщик Ту-95[16].
  - Служба безопасности Украины (СБУ) задержала двух представителей радикальной организации «Правый сектор», предположительно причастных к событиям в Мукачево[17].
  - Иран и страны «шестёрки» (США, Франция, Великобритания, Германия, Китай и Россия) достигли соглашения по иранской ядерной программе в обмен на отмену санкций против Тегерана. Премьер-министр Израиля Биньямин Нетаньяху заявил, что подписание соглашения в Вене является «потрясающей исторической ошибкой». По его словам, соглашение позволяет Ирану продолжать агрессивную политику в регионе[18].
  - Космический зонд НАСА «Новые горизонты» совершил пролёт на расстоянии около 12,5 тысяч километров от поверхности карликовой планеты Плутон на скорости 14 километров в секунду[19].
- 16 июля
  - В результате стрельбы, произошедшей на двух военных объектах в американском городе Чаттануга, погибли по меньшей мере 5 человек[20].
  - Нижняя палата парламента Японии приняла закон, расширяющий сферу применения сил самообороны. В частности, закон позволяет подразделениям сил самообороны принимать участие в боевых действиях для защиты «дружественных стран»[21].
- 18 июля
  - Полиция в Саудовской Аравии арестовала 431 предполагаемого боевика джихадистской группировки «Исламское государство». Их подозревают в подготовке нападений на мечети и сотрудников служб безопасности по всей стране[22].
- 20 июля
  - В турецком Суруче совершён теракт. Погибли 32 человека, 104 человека получили ранения[23].
  - США и Куба официально восстановили дипломатические отношения[24].
- 23 июля
  - Запуск пилотируемого космического корабля «Союз ТМА-17М» с экипажем в составе Олега Кононенко, Кимия Юи (Япония) и Челла Линдгрена (США). Состоялась стыковка корабля с МКС[25].
  - Ученые НАСА объявили об открытии Kepler-452b, первой землеподобной экзопланеты, обнаруженной на орбите обитаемой зоны солнцеподобной звезды[26][27].
- 24 июля
  - Попал под следствие Чжоу Бэньшун, партийный секретарь густонаселённой индустриальной провинции Хэбэй, бывший подчинённый ранее осуждённого министра общественной безопасности КНР Чжоу Юнкана[28].
  - Пьер Нкурунзиза в третий раз стал президентом Бурунди[29].
- 26 июля
  - Велогонка Тур де Франс завершилась победой представителя команды Sky Team Криса Фрума[30].
- 27 июля
  - Спад на китайских финансовых рынках: индекс SSE Composite упал на 8,5 %, рекордное с 2007 года значение[31].
- 29 июля
  - Российская Федерация наложила вето на резолюцию Совета Безопасности ООН о создании международного трибунала по авиакатастрофе пассажирского лайнера Boeing 777 на Украине[32].
- 30 июля
  - В тюрьме индийского города Нагпур казнили Якуба Мемона — одного из организаторов серии взрывов в Мумбаи в 1993 году[33].
  - Радикальное движение «Талибан» выбрало преемником своего лидера муллы Омара его бывшего заместителя муллу Ахтара Мансура[34].
  - Астрономы подтвердили существование ближайшей скалистой экзопланеты-суперземли HD 219134 b[35].
  - Была запущена сеть «Ethereum».
- 31 июля
  - Местом проведения зимней Олимпиады 2022 года назван Пекин (КНР), юношеские Олимпийские игры 2020 года пройдут в Лозанне (Швейцария)[36].